# Кумарево (община Вранска баня)
Кумарево (на сръбски: Кумарево или Kumarevo) е село в Югоизточна Сърбия, Пчински окръг, Град Враня, община Вранска баня.

## География
Селото е разположено във Вранската котловина, близо до десния бряг на Южна Морава. Отстои на 1,5 километра западно от общинския център Вранска баня, на 2 километра североизточно от село Топлац и на 8,5 километра източно от Враня.

## История
По време на Първата световна война селото е във военновременните граници на Царство България, като административно е част от Вранска околия на Врански окръг.

## Население
Според преброяването на населението от 2011 г. селото има 242 жители.

### Етнически състав
Данните за етническия състав на населението са от преброяването през 2002 г.
- сърби – 281 жители (99,3%)
- черногорци – 1 жител (0,35%)
- югославяни – 1 жител (0,35%)